# Gymnophora subuncata
Gymnophora subuncata är en tvåvingeart som beskrevs av Brown 1987. Gymnophora subuncata ingår i släktet Gymnophora och familjen puckelflugor. Inga underarter finns listade i Catalogue of Life.